# Claudia Mix
Claudia Nathalie Mix Jiménez (Maipú, Santiago, 13 de julio de 1969) es una activista feminista y política chilena, militante del Frente Amplio . Desde marzo de 2018 se desempeña como diputada de la república, bajo un segundo período legislativo consecutivo, en representación del distrito n° 8 de la Región Metropolitana de Santiago, periodo 2022-2026.
Entre el 11 de marzo y el 7 de noviembre de 2022, se desempeñó como vicepresidente segunda de la Cámara de Diputadas y Diputados.

## Familia y estudios
Nació en la comuna de Maipú, Santiago, el 13 de julio de 1969, hija de Víctor Mix Fortín, obrero y actor de teatro y cine, y de Eliana Jiménez Caviedes. Su hermana Patricia Mix, de profesión Licenciada en Filosofía, narradora oral y gestoral cultural, fue designada por el gobierno de Gabriel Boric como secretaria regional ministerial (Seremi) de las Culturas, las Artes y el Patrimonio en la región de Valparaíso, en abril de 2022.
Cursó su enseñanza básica en la Escuela Carmela Larraín de Infante, de la Congregación Hermanas de la Providencia, entre los años 1976 y 1983. Realizó la enseñanza media en el Liceo Municipal de Maipú, Alcalde Gonzalo Pérez Llona, del cual egresó en 1987. En dicho establecimiento, en 1986 se convirtió en la primera presidenta del Centro de Alumnos, elegida democráticamente, en plena dictadura militar.
Entre 1988 y 1990, estudió en secretariado comercial administrativo la Escuela Nacional de Capacitación (ENAC).
Es madre de dos hijos: Catalina y Ariel.

## Trayectoria profesional
Paralelamente, entre los años 1991 y 1997, fue encargada del Departamento de Personal de la Clínica Bellolio S.A., y de la creación del Departamento de Bienestar y actividades relacionadas con esas funciones.
Entre 1996 y 1997, se desempeñó en la Casa de Acogida "MOLOKAY", Centro de Prevención y Acogida a Jóvenes en Riesgo Psico - Social (Alcohol, Drogas y Violencia Intrafamiliar), de la comuna de San Joaquín, en la elaboración y apoyo de proyectos de prevención y acogida familiar a víctimas de violencia intrafamiliar y talleres «Aprendiendo a Convivir» para madres, niños y niñas. En 1998, se desempeñó, entre otros, en el «Programa Mujeres Jefas de Hogar», de la Municipalidad de Lo Espejo, en la creación y asesoría en proyectos comunitarios y proyectos dirigidos a mujeres líderes sociales.
Luego, en 1999, al egresar de su carrera, realizó su práctica profesional en la Fundación de Ayuda Social de las Iglesias Cristianas (FASIC), en el Programa de Salud Mental, Creación y Exposición en Talleres de Autocuidado y Vida Sana a integrantes de la Agrupación de Familiares de Detenidos Desaparecidos, en su mayoría mujeres adultas mayores.
Seguidamente, entre 1999 y 2000, trabajó en el Hospital del Salvador, en la Unidad de Fármacos y Dependencia; en el Organismo Técnico Ejecutor (OTEC) Corporación Municipal de Servicios y Desarrollo Educacional de Maipú, en Proyectos "Chile Joven" del Fondo de Solidaridad e Inversión Social (FOSIS) y «Proyecto SENCE para Mujeres Jefas de Hogar» pertenecientes a la comuna de Pudahuel, como expositora en derecho laboral y desarrollo personal.
Por otra parte, desde 2001 hasta 2003, participó en el Proyecto Codelco-Chile de capacitación en oficios a adultos inscritos en las OMIL y sin empleo, como relatora en derecho laboral y desarrollo personal en componente de formación para el trabajo, en diversos cursos, en las comunas de San Felipe, Los Andes, Calle Larga, San Esteban, Rinconada, Til-Til, Lampa y Colina, por intermedio del Centro Almendral, y como monitora en talleres de habilitación laboral en el «Programa Mejorando la Empleabilidad y las Condiciones Laborales de las Mujeres Jefas de Hogar», de la Municipalidad de Lo Espejo.
De la misma manera, entre 2004 y 2007 comenzó a desarrollar labores vinculadas a la gestión cultural, ocupándose de asesorar a organizaciones culturas en la elaboración y gestión de proyectos artísticos y su postulación al Fondo Nacional de las Artes (FONDART). En 2009, se desempeñó como monitora de alfabetización de Adultos "Campaña Contigo Aprendo" del Programa Chilecalifica del Ministerio de Educación (Mineduc).
Asimismo, desde enero de 2008 hasta marzo de 2010, fue jefa de equipo del Programa Integral de Recuperación de Barrios "Quiero Mi Barrio", Valle Verde en la comuna de Maipú, además de encargada del Plan de Gestión Social y Plan de Gestión de Recursos Complementarios, en fase II y fase III, labor conjunta con el Ministerio de Vivienda y Urbanismo (Minvu) y la Municipalidad de Maipú.
Entre el 2010 y 2012, fue coordinadora municipal del Programa Integral de Recuperación "Quiero Mi Barrio", basado en la intervención y apoyo a barrios vulnerables. Allí, asumió como encargada del informe mensual al Servicio de Vivienda y Urbanismo (Serviu) y a la Secretaría Regional Ministerial (Seremi) correspondiente.
En el plano cultural, se desempeñó como parte del Equipo de Producción de la Primera y Segunda Versión Ludoferia Internacional de Literatura Infantil y Juvenil de Valparaíso (LUFLIJ), respectivamente, realizada en convenio con la Universidad de Playa Ancha los años 2013 y 2014, y ese mismo año comenzó su trabajo como directora ejecutiva del Museo y Centro Cultural Presidente Pedro Aguirre Cerda, en la comuna de Calle Larga de la Región de Valparaíso, hasta asumir la diputación el año 2018.

## Carrera política
Fue dirigenta estudiantil en los últimos años de la dictadura militar del general Augusto Pinochet y luego dirigenta sindical, cercana al PS-Almeyda, tendencia de la que terminó alejándose.
En 2012 presentó su candidatura a alcaldesa por Maipú con apoyo del Movimiento Amplio Social (MAS), partido fundado por Alejandro Navarro con una corriente marxista apoyando a Hugo Chávez, obteniendo 10.977 votos, equivalentes al 9,62% de los sufragios, sin resultar electa. Por aquel entonces trabajaba en la municipalidad, pero luego de denuciar presuntas irregularidades en la licitación de servicios de la basura fue desvinculada.
Al año siguiente se sumó a Izquierda Unida y al pacto Todos a La Moneda. En las elecciones parlamentarias de 2013, fue candidata a diputada por el antiguo distrito n° 20 (correspondiente a las comunas de Maipú, Estación Central y Cerrillos) como militante del Partido Humanista, donde no logró la elección.
En 2016 se unió al partido Poder Ciudadano, siendo nuevamente candidata a alcaldesa. Allí logró 11 103 votos, equivalente al 11,30%, sin ser elegida. Tras esto asumió una nueva candidatura a diputada, esta vez por el nuevo distrito n° 8, que comprende las comunas de Cerrillos, Colina, Estación Central, Lampa, Maipú, Til Til, Pudahuel y Quilicura de la región Metropolitana de Santiago, por el periodo legislativo 2018-2022. Compitió por la lista del «Frente Amplio» y resultó elegida con 20 927 votos, equivalentes al 4,94% de los sufragios. Al asumir el cargo, el 11 de marzo de 2018, protestó ante el presidente de Argentina, Mauricio Macri, pidiendo la liberación de la dirigente indígena Milagro Sala. En ese periodo, integró las Comisiones Permanentes de Desarrollo Social, Superación de la Pobreza y Planificación; y Derechos Humanos y Pueblos Originarios. Con fecha 6 de marzo de 2019, pasó a integrar la Comisión Especial Investigadora de la actuación del Ministerio de Salud y demás organismos públicos competentes en relación con la crisis que afecta a Chile en el tratamiento del VIH/sida, desde 2010 hasta 2018 (CEI 22), y asumió su presidencia el 12 de marzo del mismo año. Paralelamente, el 19 de noviembre de 2019 presentó una acusación constitucional en contra del presidente de la República Sebastián Piñera, de cual fue su principal autora. En diciembre de 2019 pasó a formar parte de la Comisión Especial Investigadora del proceso de recolección, evaluación y análisis de información de organizaciones sociales, políticas y actores sociales relevantes por parte de Carabineros de Chile en los últimos 5 años (CEI 40), asumiendo la presidencia el 17 de diciembre del mismo año.
Desde marzo de 2020, integró la Comisión Especial Investigadora de actos del Gobierno en relación con la contaminación ambiental que afecta a la comuna de Coronel, provocada por la presencia de asbesto, metales pesados y otros elementos contaminantes (CEI 34); y la Comisión Especial Investigadora de los actos del Gobierno en el ámbito de la autorización y regulación de la migración de extranjeros hacia Chile, especialmente su proceder ante hechos calificables como tráfico de migrantes (CEI 30). Asimismo, en septiembre de 2020 fue una de las diputadas firmantes, y quien expuso los alcances del libelo acusatorio en contra del exministro de Salud del gobierno de Sebastián Piñera, Jaime Mañalich, en el contexto de una acusación constitucional que finalmente fue desestimada.
En el ámbito internacional, en la 142ª Asamblea y reuniones conexas de la Unión Interparlamentaria (UIP), desarrollada del 26 a 29 de abril y del 18 al 27 de mayo de 2021, pasó a formar parte de la mesa directiva del Foro de Mujeres Parlamentarias. A nivel partidista, formó parte del comité parlamentario Mixto Liberal, Comunes e Independientes.
En agosto de 2021, inscribió su candidatura a la reelección, por su partido, dentro del pacto «Apruebo Dignidad», en representación del distrito n° 8 de la Región Metropolitana, por el periodo 2022-2026. En las elecciones parlamentarias de noviembre de ese año, resultó, al obtener 24.375 votos, correspondientes al 5,18% del total de los sufragios válidos.
Asumió el cargo el 11 de marzo de 2022, en el contexto del cambio de mando presidencial y juramento del LVI periodo legislativo del Congreso Nacional de Chile, siendo elegida a partir desde esa fecha con 85 votos, como vicepresidenta segunda de la cámara baja, en la mesa directiva compuesta por Raúl Soto en la presidencia y Alexis Sepúlveda Soto, en la vicepresidencia primera. Integra las comisiones permanentes de Hacienda; de Cultura y de las Artes y de Desarrollo Social, Superación de la Pobreza y Planificación. Forma parte del comité parlamentario del Frente Amplio.

## Controversias

### Negación de las violaciones de DD. HH. en Nicaragua y Venezuela
El 24 de agosto de 2018, generó polémica cuando criticó al entonces diputado Gabriel Boric por su llamado a la izquierda chilena a condenar las violaciones a los derechos humanos que están ocurriendo en Venezuela, Cuba, China y Nicaragua. En cambio, ella declaró que ni en la Venezuela de Nicolás Maduro, ni en la Nicaragua de Daniel Ortega, se estaban cometiendo violaciones a los derechos humanos, y que solamente eran democracias en crisis; a su vez, criticó la decisión de Revolución Democrática (RD) y del Partido Liberal (PL) en condenar aquellos regímenes autoritarios. Sus dichos generaron fuertes críticas por parte de la coalición de izquierdas Frente Amplio, quienes la han criticado por empañar la imagen de la colectividad. En el canal de televisión CNN Chile, se la criticó por usar de forma irónica los mismos argumentos que hacen los apologistas de la dictadura de Pinochet, y también de dudar de las evidencias de violaciones a derechos humanos por parte de Human Rights Watch (HRW), Amnistía Internacional (AI), y otras organizaciones de DD.HH. Por consiguiente, se defendió argumentando que debía respetarse la voluntad de los pueblos venezolano y nicaragüense, y que si bien había violencia política en ningún caso habían sido violados los derechos humanos.

### Querella por violaciones a DD.HH en Chile
El 14 de enero de 2020, junto a la periodista y política Beatriz Sánchez, presentó una querella criminal por delitos de lesa humanidad contra el entonces presidente de la República Sebastián Piñera, el exministro del Interior y Seguridad Pública Andrés Chadwick, el entonces ministro del Interior y Seguridad Pública Gonzalo Blumel, el general director de Carabineros Mario Rozas y el intendente la región Metropolitana Felipe Guevara. En la querella, señaló que desde el inicio de las masivas protestas de octubre de 2019 el gobierno realizó violaciones a los derechos humanos de manera sistemática y acusó a Carabineros de realizar dichas prácticas de manera constante desde antes del inicio de las protestas inclusive. Frente a las críticas del gobierno por la presentación de la querella, que fue atribuida a un error jurídico, ella señaló que "En Chile se han violado sistemáticamente los DDHH en estos casi tres meses y el gobierno ha dado manga ancha. De eso deben hacerse responsables política y judicialmente". Human Rights Watch, como Sergio Micco, director del INDH, han negado que existan violaciones sistemáticas a los DD.HH como señaló en ese entonces, aunque esta versión sí es respaldada por la Misión Quebeco-Canadiense de Observación de DDHH.

### Cargas de bencina a familiares
En noviembre de 2022, a través de un reportaje de Ciper se reveló un malgasto de recursos públicos por parte de la diputada. Su hija, Catalina Martínez Mix, registraba cargas de bencina por alrededor de $160.000, además de 22 cargas de bencina de Víctor Villar, un funcionario de la Municipalidad de Maipú, quien entre agosto de 2019 y agosto de 2021 acumuló cargas por más de $600.000.Por esta denuncia, fue llevada al Tribunal Supremo de su Partido político, Comunes.

## Historial electoral
| Año  | Tipo                           | Territorio    | Pacto                        | Partido | Votos  | %     | Resultado |
| ---- | ------------------------------ | ------------- | ---------------------------- | ------- | ------ | ----- | --------- |
| 2012 | Elecciones municipales de 2012 | Maipú         | Más Humanos                  | MAS     | 10 977 | 9.62  | No electa |
| 2013 | Parlamentarias a diputada      | 20.º distrito | Partido Humanista            | PH      | 9 612  | 3.92  | No electa |
| 2016 | Elecciones municipales de 2016 | Maipú         | Poder Ecologista y Ciudadano | Ind.    | 11 004 | 11.30 | No electa |
| 2017 | Parlamentarias a diputada      | 8º distrito   | Frente Amplio                | PODER   | 20 958 | 4.94  | Diputada  |
| 2021 | Parlamentarias a diputada      | 8º distrito   | Apruebo Dignidad             | COM     | 24 375 | 5.18  | Diputada  |